# Тарабья
Тарабья (осман. Tarabiye‎, тур. Tarabya), ранее — Ферапия (Терапия, греч. Θεραπεῖα) — квартал (махалле) в районе Сарыер ила Стамбул в Турции, на европейском берегу Босфора, между Еникёем и Киречбурну. Помимо исторических памятников, Тарабья известна своими рыбными ресторанами.

## История
В древности местность была известна как Фармакеа.
В XVII веке Ферапия была небольшой рыболовецкой деревней с почти исключительно греко-православным населением. В 1655 году здесь разместилась кафедра Деркийской митрополии и в местности стали селиться богатые фанариоты, а также армянские и еврейские купцы. Ферапия приобрела славу летнего Фанара. После восстания 1821 года ряд фанариотских особняков был конфискован османским правительством.
В начале XX века местность сохраняла характер аристократического пригорода Константинополя, где располагались летние резиденции послов. До 1950-х годов население продолжало оставаться преимущественно греческим.

## Достопримечательности
- Церковь Святой Параскевы (Aya Paraskevi)
- Фонтан султана Махмуда II
- Фонтан Безм-и Алем Валиде Султан
- Летняя резиденция посла Германии
- Huber Kiosk — президентская резиденция
- Ялы Христаки Зографоса
- Вилла князей Ипсиланти (позже стала резиденцией посла Франции)